# Молочне (Білоцерківський район)
Моло́чне — село в Україні, у Тетіївській міській громаді Білоцерківського району Київської області. Розташоване за 25 км на схід від міста Тетіїв. Населення становить 14 осіб.

## Населення

### Мова
Розподіл населення за рідною мовою за даними перепису 2001 року:
| Мова       | Відсоток |
| ---------- | -------- |
| українська | 100%     |

## Галерея

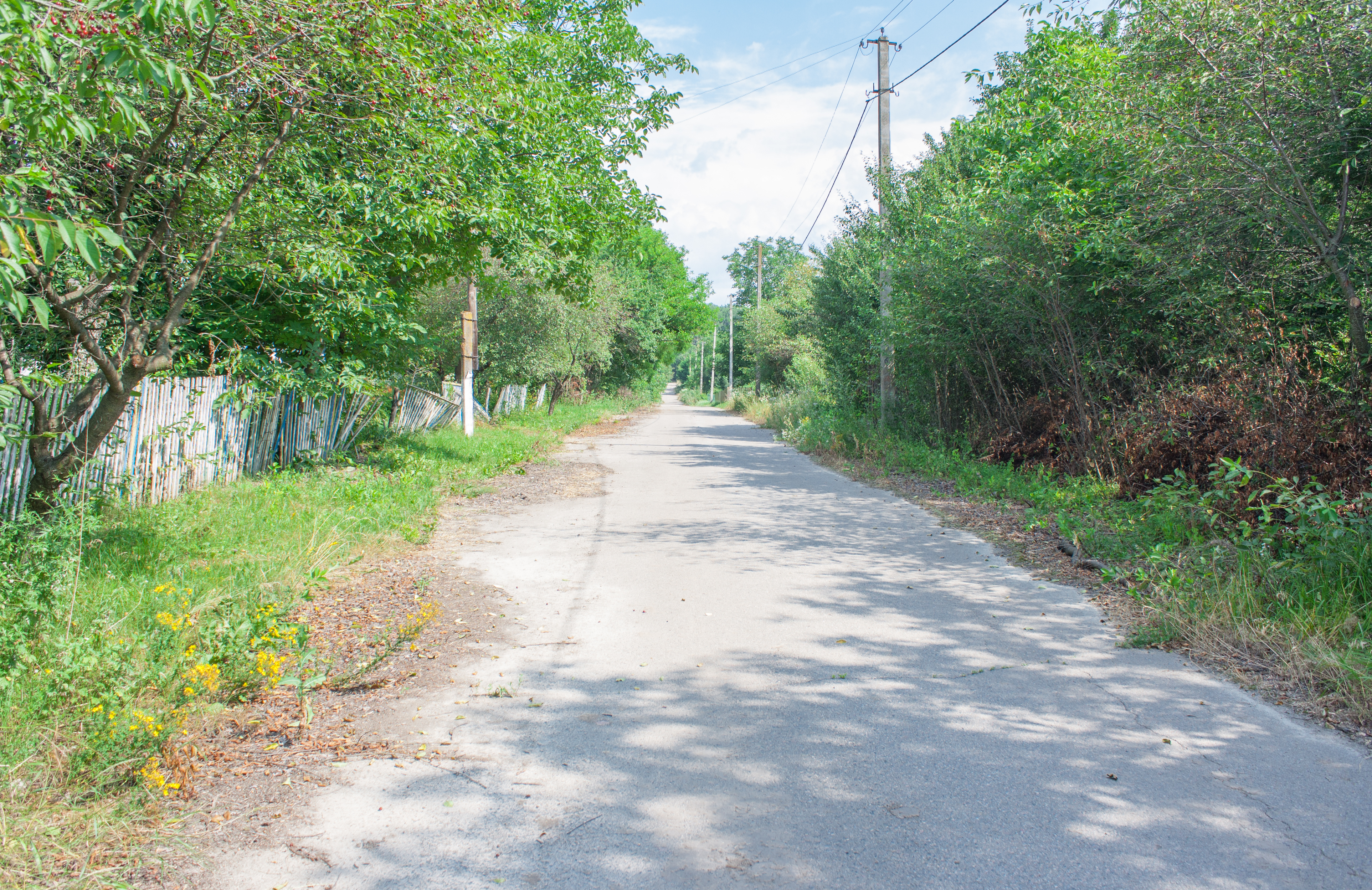
Головна вулиця
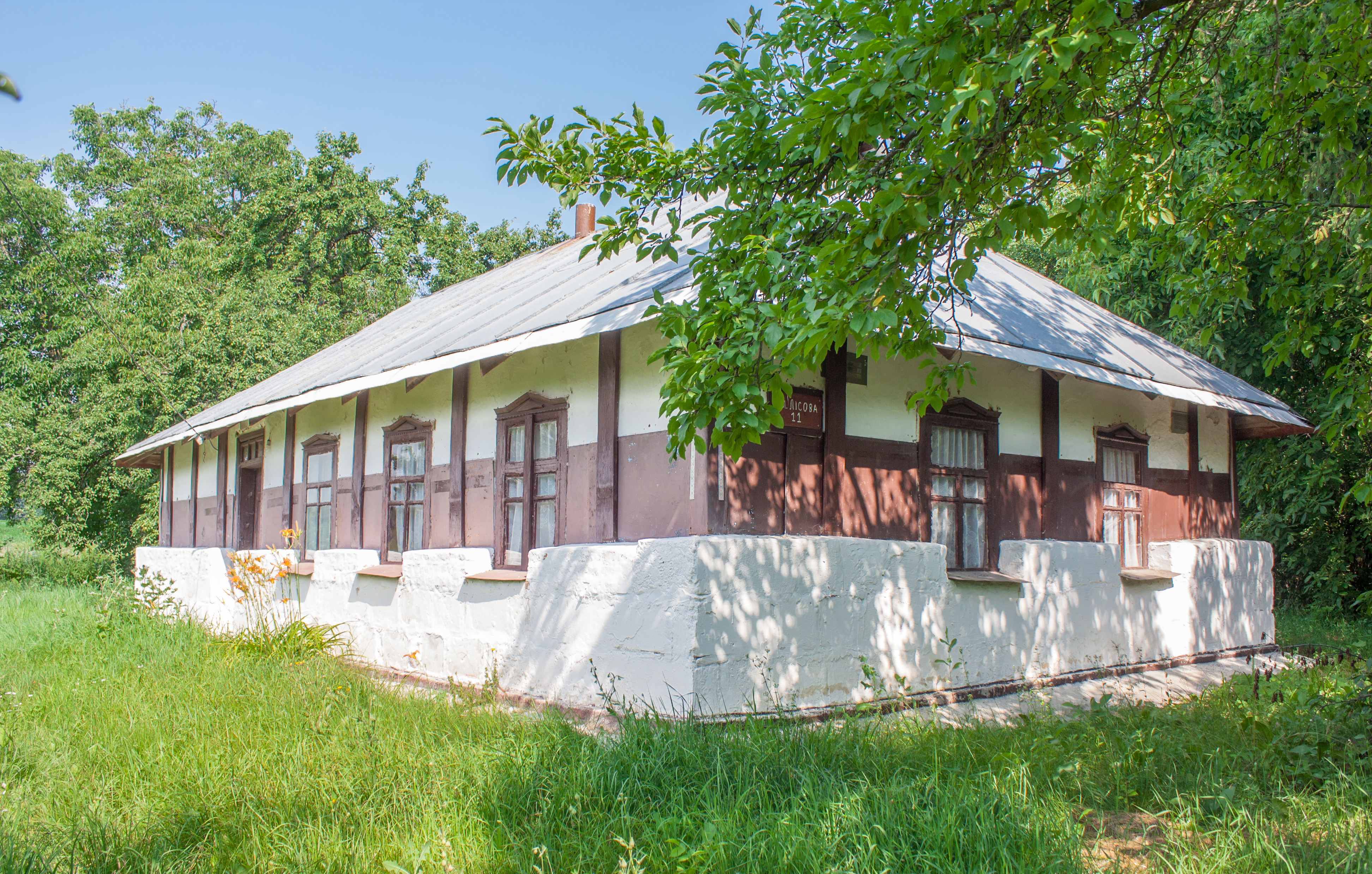
Типова забудова

1. ↑  Рідні мови в об'єднаних територіальних громадах України — Український центр суспільних даних